# 項芳蘭
項芳蘭（?—?），浙江省溫州府瑞安縣人，清朝政治人物、進士出身。
光緒二十年（1894年），参加光緒甲午科殿試，登進士二甲16名。同年五月，以主事分部学习。